# Морской центр капитана Варухина Н. Г.
«Морской центр капитана Варухина Н. Г.» — государственное областное автономное учреждение дополнительного образования в Великом Новгороде. Был создан в 1967 году по инициативе и под руководством почётного гражданина Великого Новгорода Николая Геннадьевича Варухина. Новгородский КЮМ значится под № 1 в Книге Почёта Министерства образования РФ.
В клуб принимаются учащиеся в возрасте с 9 до 17 лет. Обучение проходит в течение 5-6 лет на трёх отделениях:
- подготовительное — подготовка юнг
- судоводительское — подготовка рулевых и штурманов
- судомеханическое — подготовка мотористов, механиков, электромехаников

Ежегодно курсанты проходят летнюю практику на учебных судах «Господин Великий Новгород», «Михаил Балабан» и парусно-моторном судне «Ильмера». Совершают походы по Ладожскому и Онежскому озёрам, по рекам Волховско-Ильменского бассейна, по Волге, Неве, Свири, а также дальние рейсы по Белому, Баренцеву, Балтийскому, Северному морям.

## Суда
- 1967 год — клуб получил в пользование первое судно, которому было дано имя юнги «Юрий Иванов».
- 1974 год — получено судно от Ленинградской Военно-морской базы. Судну было присвоено имя героя партизана Лёни Голикова. «Юрий Иванов» был передан КЮМу города Старая Русса
- 1978 год — получено третье судно от ВМФ СССР — «Саша Ковалёв»[2] (бывший тральщик). «Пионер Лёня Голиков» был подарен Ленинградскому областному КЮМу.
- 1985 год — построена парусно-моторная шхуна «Славия»
- 1993 год — приобретено учебное судно «Зуёк»
- 1995 год — у военных моряков приобретено судно, получившее имя «Михаил Балабан»
- 1996 год — приобретено пассажирское двухпалубное судно «Герой Юрий Гагарин». В 1997 году переименовано в «Господин Великий Новгород».
- 2009 год — в Петрозаводске для КЮМа построено парусно-моторное судно «Ильмера»

## История
Клуб был создан в 1967 году. Первое плавание на собственном учебном судне состоялось в 1969 году по маршруту Новгород—Ульяновск—Новгород. Было пройдено более 2500 миль.
- В 1975 году клуб принял участие в слёте юных моряков в городе Горький (Нижний Новгород), занял 2-е место по морскому многоборью.
- В 1980 году Новгородский КЮМ провёл у себя I Республиканский слёт юных моряков и занял общее первое место по всем видам соревнований.Учебное судно клуба «Михаил Балабан»
- В 1982 году, в год 15-летия, клубу было подарено специализированное здание. Было также начато строительство собственного причала. Вышла книга о клубе «Уходят в плаванье мальчишки»[4]. Автор — И. И. Иванкин. Судно «Саша Ковалёв» выполняло функции флагманского на Слёте юнг СССР в честь 40-летия Соловецкой школы юнг.
- В 1983 году клуб принял участие в Республиканском слёте КЮМов в Новой Ладоге. Капитан-директор Н. Г. Варухин был командующим слётом. Новгородские юнги заняли в соревнованиях несколько призовых мест.
- В 1984 году учебное судно «Саша Ковалёв» получило документы Морского Регистра судоходства СССР на право плавания в международных водах.
- В 1985 году состоялся рейс дружбы в порт Росток (ГДР) и встреча с немецкими юными матросами.
- В 1986 году состоялся поход с визитом дружбы в порт города-побратима Уусикаупунки (Финляндия).
- В 1987 году, на 20-летие клуба, был открыт музей клубной истории. КЮМ стал лауреатом премии Ленинского комсомола, принял участие во Владивостокском всесоюзном слёте юных моряков. Командующий слётом — капитан-директор Варухин Н. Г.
- 1988 год. 6 курсантов Новгородского клуба представляли Советский Союз в экипаже кругосветного плавания на польской баркентине «Погория».
- 1989 год. Участие во Всесоюзном слёте юных моряков в Петрозаводске, на котором «Саша Ковалёв» выполнял функции флагманского судна. Совершён рейс в Швецию.
- 1990 год. Два новгородских юных моряка — победители всесоюзного отборочного конкурса, прошли судовую практику в плавании вокруг Европы на паруснике «Мир». Учебное судно «Саша Ковалёв» выполнило рейс в порт Эмден (Северное море).
- 1991 год. 3 воспитанника клуба были зачислены в международный экипаж на английскую шхуну «Уинстон Черчилль» и затем приняли участие в парусной регате на приз клипера «Кати Сарк». Экипаж судна «Саша Ковалёв» участвовал в торжествах в Архангельске, посвящённых 50-летию конвоя «Дервиш-91».
- 1992 год. Новгородские моряки стали участниками международной парусной регаты на парусниках «Седов» и «Крузенштерн». Регата состоялась в честь 500-летия открытия Америки.
- В 1994 году Морской колледж Санкт-Петербурга принял согласованное решение о предоставлении 10 % учебных мест выпускникам Новгородского КЮМа. Экзамены стали проводиться на базе клуба.
- 1997 год. Состоялся Всероссийский слёт юных моряков в Петрозаводске. Участвовали команды из 23 городов России. Новгородский экипаж был единственным, пришедшим к месту проведения на своём судне («Саша Ковалёв»). Были заняты призовые места.
- 1998 год. Суда «Господин Великий Новгород» и «Михаил Балабан» совершили первое плавание. Практику на них прошли 432 курсанта. В 1997/98 учебном году в клубе занималось 700 курсантов. На конференции в Японии Новгородский КЮМ был принят в международную ассоциацию морских кадетов.
- 1999 год. С 10 по 19 июня клуб провёл слёт юных моряков городов Северо-Запада России. Все призовые места по всем видам заняли новгородские воспитанники.
- 2000 год. С 26 по 30 июня новгородцы приняли участие в слёте юных моряков в городе Кронштадт и заняли несколько призовых мест. Музей клуба стал лауреатом городского смотра-конкурса историко-патриотических музеев.
- 2001 год. Музей клуба был занесён в «Книгу Почёта» Всероссийской организации ветеранов. Клуб получил также Почётную грамота за большую работу по патриотическому воспитанию подрастающего поколения.
- 2002 год. Клуб стал победителем Всероссийского конкурса учреждений дополнительного образования Северо-западного региона. На базе КЮМа прошёл слёт клубов Северо-запада РФ.
- В 2003 году новгородские КЮМовцы победили на Всероссийском конкурсе «История флота — история славы России».
- 2004 год. Клуб принял участие в шлюпочной регате «Вёсла на воду». Занял I место среди девушек, III место среди юношей.

Выпускник клуба, Председатель Морского собрания Шапин Г. Н. представлял Россию на конференции членов международной Ассоциации морских кадетов. В рамках клуба была учреждена «Стипендия капитана Варухина» лучшему курсанту.
- 2005 год. Министерство образования РФ внесло Новгородский КЮМ в список базовых инновационных учреждений дополнительного образования детей в Северо-Западном округе. Клубный музей стал Лауреатом Всероссийского конкурса школьных музеев, посвященного 60-летию Победы в Великой Отечественной войне. Команда девушек клуба заняла I место в международной шлюпочной регате «Весла на воду!» в Санкт-Петербурге.

Морская академия имени адмирала Макарова открыла на базе КЮМа своё представительство, в котором провела вступительные экзамены для учащихся школ Великого Новгорода.
В октябре 2005 года в Великобритании капитан Варухин принял полномочия президента Международной Ассоциации Морских Кадетов на 2006 год.